# Віреончик сіроокий

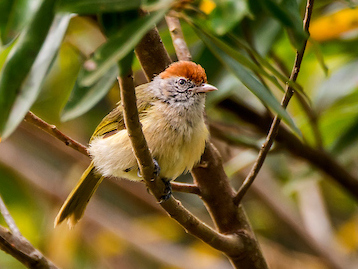
Сіроокий віреончик

Вірео́нчик сіроокий (Hylophilus amaurocephalus) — вид горобцеподібних птахів родини віреонових (Vireonidae). Мешкає в Бразилії і Болівії.

## Поширення і екологія
Сіроокі віреончики поширені на сході Бразилії, від Піауї і Сеари до Сан-Паулу і північної Парани. Окремі популяції мешкають також на південному заході штату Мату-Гросу-ду-Сул та на півночі Болівії Бені. Сіроокі віреончики живуть в сухих тропічних лісах, чагарниових заростях і саванах каатинги. Зустрічаються на висоті до 1100 м над рівнем моря.